# Espinha bífida
Espinha bífida (do latim spina bifida, espinha bifurcada) é uma malformação congênita relativamente comum caracterizada por um fechamento incompleto do tubo neural. Ela faz parte do amplo espectro dos defeitos abertos do tubo neural.

## Defeitos abertos do tubo neural
A espinha bifida é uma das malformações mais frequentes entre os defeitos abertos do tubo neural (DATN). Na espinha bífida algumas vértebras que deveriam proteger a medula espinhal não se formam, permanecendo abertas. Isto permite que parte da medula espinhal se projete pela abertura e fique exposta ao líquido amniótico. Algumas vezes esta projeção forma uma "bolsa", sendo denominada mielomeningocele e, às vezes ela permanece plana (ou deprimida), denominando-se raquisquise ou mielosquise. Quando pelo defeito entre as vértebras, se projetam apenas as meninges (membranas que envolvem o cérebro e a medula espinhal), o defeito é chamado de meningocele. Na meningocele as meninges se projetam formando uma "bolsa" contendo apenas o liquor (líquido cefaloraquidiano), mas nesse caso não existe tecido nervoso dentro da bolsa.
Outros defeitos abertos do tubo neural incluem a anencefalia e a encefalocele.  Na anencefalia o crânio não se forma (acrania) deixando o cérebro exposto ao liquido amniótico, isso acarreta uma destruição do tecido nervoso que é irreversível. A encefalocele ocorre quando apenas um orifício no crânio permite a herniação de parte do tecido cerebral, porém as meninges recobrem esse defeito.

## Tipos de espinha bífida
A espinha bífida pode ser classificada em: espinha bífida oculta, meningocele e mielomeningocele. A mielomeningocele é a forma mais complexa e mais comum, a única que pode ser corrigida antes do nascimento; os outros dois tipos, ou são operados apenas depois do nascimento ou não têm necessidade de qualquer cirurgia. Os termos espinha bífida e mielomeningocele geralmente são utilizados como sinônimos.
Até a década de 1990, não era possível corrigir a meningomielocele antes do nascimento, e a cirurgia depois do nascimento não permitia a recuperação das funções que já haviam sido perdidas na medula espinhal. Apenas recentemente se tornou possível a correção antes do nascimento, através de técnicas avançadas de cirurgia fetal. Hoje esse procedimento é considerado o "padrão-ouro", ou seja, a opção que leva aos melhores resultados na preservação das funções neurológicas que ainda não foram perdidas no momento da cirurgia.
As outras duas formas de espinha bífida, a oculta e a meningocele, raramente causam sintomas que afetam o sistema neurológico.

## Mielomeningocele (espinha bífida aberta)

### Mielomeningocele e raquisquise
A mielomeningocele, assim como a raquisquise (ou mielosquise), constituem o grupo de espinha bífida aberta ou "espinha bífida aberta" (inglês: open spina bifida - OSB).  Neste tipo de defeito, além do não fechamento da coluna vertebral permitindo a projeção da medula espinal, as meninges também não se fecham deixando "vazar" o líquor produzido no cérebro. Desta forma, ambas levam a efeitos sobre a formação do cérebro, que os demais tipos de espinha bífida não apresentam. Estas alterações cerebrais se denominam Síndrome de Arnold-Chiari tipo II, conferindo sinais bastante típico ao ultrassom que muitas vezes levam ao diagnóstico da presença do defeito na coluna. Estes sinais são conhecidos como "sinal do limão" e "sinal da banana" (Figura)
Estes dois tipos de espinha bífida aberta: a mielomeningocele e a raquisquise, representam o espectro mais grave e mais comum da espinha bífida, sendo que os termos  "espinha bífida" ou "spina bifida" são muitas vezes usados, erroneamente, como sinônimo destes dois defeitos. Outros termos, também frequentemente utilizados para denominar o defeito são, meningomielocele ou simplesmente mielo. 

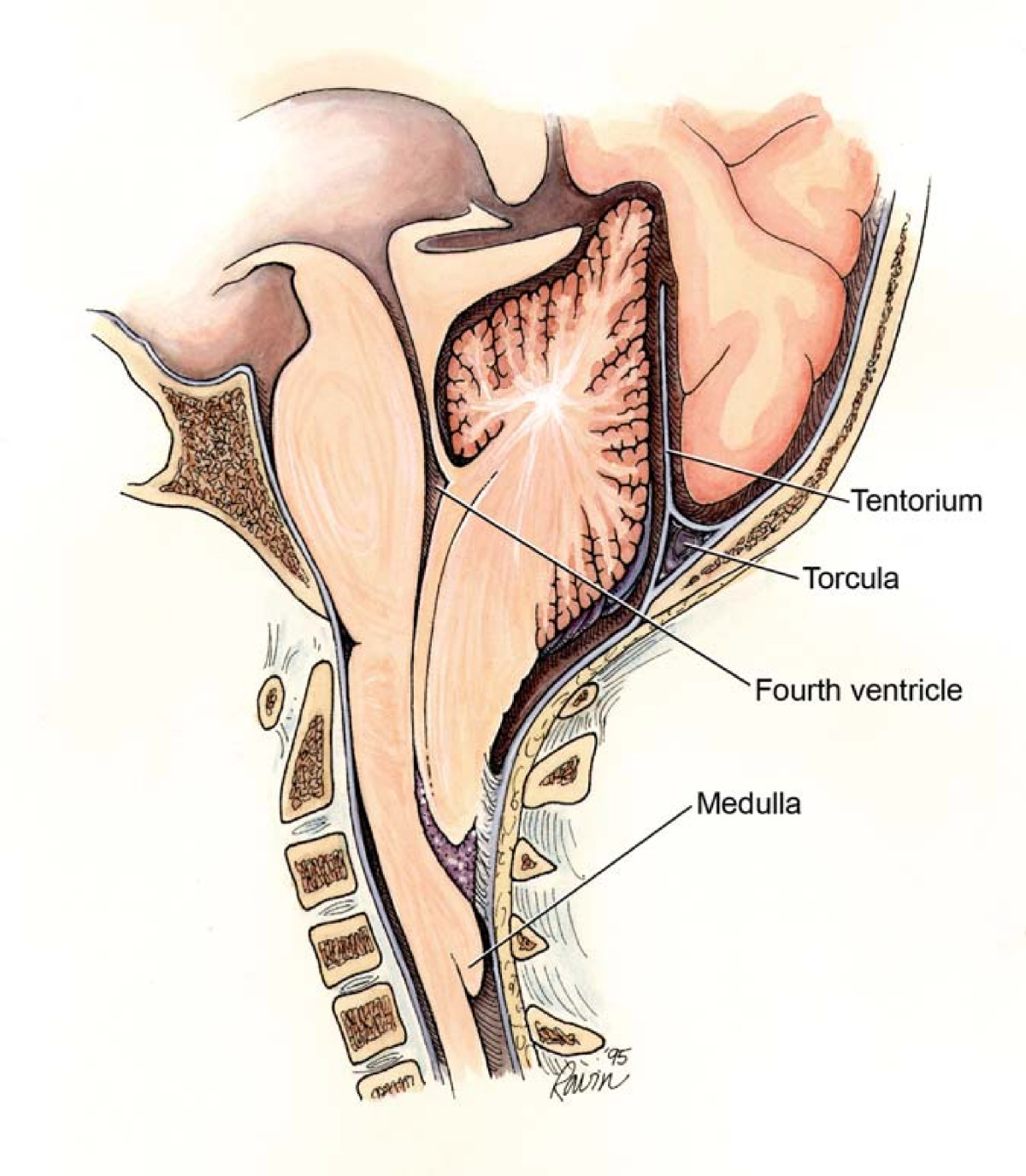
O cerebelo "hernia" para o canal medular, levando a hidrocefalia.

#### Sindrome de Arnold-Chiari II
A Síndrome de Arnold-Chiari tipo II, ou simplesmente Chiari 2, define o conjunto de alterações que ocorrem no cérebro devidas à presenca do defeito aberto na coluna. O extravasamento do líquor, que ocorre tanto na mielomeningocele como na raquisquise (mielosquise), leva ao surgimento de anormalidades secundárias na arquitetura do cérebro e ao conjunto destas alterações denominamos Síndrome de Arnold-Chiari tipo 2. Ela não deve ser considerada como uma outra malformação associada, mas sim parte do conjunto de modificações que estão diretamente relacionadas a espinha bífida. Essas modificações cerebrais são causadas pela herniação do cerebelo em direção ao canal medular (Figura). A descida do cerebelo em direção ao pescoço leva a uma obstrução da circulação do líquido cefalorraquidiano, causando uma dilatação dos ventrículos cerebrais. Essa dilatação, denominada de hidrocefalia, faz parte do espectro da doença e não deve ser interpretada como uma outra doença. Nesse tipo de hidrocefalia, que pode ou não precisar de tratamento após o nascimento, o desenvolvimento neurológico do bebê parece ser mais favorável.

#### Sinais e sintomas da mielomeningocele
Os sinais e sintomas de mielomeningocele são cerebrais e locais, podendo incluir:
- Dilatação dos ventrículos cerebrais (hidrocefalia), consequentes a obstrução ao fluxo do líquor pela herniação do cerebelo (Chiari II);
- Dificuldade de locomoção, por alteração da inervação dos músculos das pernas, podendo levar a paralisia dos membros inferiores[2];
- Problemas de controle da bexiga, incluindo incontinência ou retenção urinária (bexiga neurogênica);
- Problemas de controle intestinal;
- Anormalidades ortopédicas secundárias: pé torto, luxação do quadril, escoliose.[2]

#### Diagnóstico na gravidez
A espinha bífida geralmente é diagnosticada ainda durante a gravidez, através do exame de ultrassom morfológico, realizado rotineiramente entre 20 e 24 semanas de gestação.

Historicamente, se utilizava a dosagem da alfa-fetoproteína no sangue materno para rastrear a doença. Se a dosagem estava elevada, se realizava um ultrassom da coluna fetal e uma amniocentese, para dosagem da alfafetoproteína e acetilcolinesterase no líquido amniótico. Atualmente, com a evolução tecnológica, apenas o ultrassom morfológico é suficiente para fechar o diagnóstico. Essa confirmação já pode ser feita a partir de 16 semanas de gestação. Na ultrassonografia muitas vezes a hidrocefalia e a alteração da forma do cerebelo já fazem suspeitar do diagnóstico. Principalmente quando a espinha bífida aberta é plana, o diagnóstico é mais difícil.

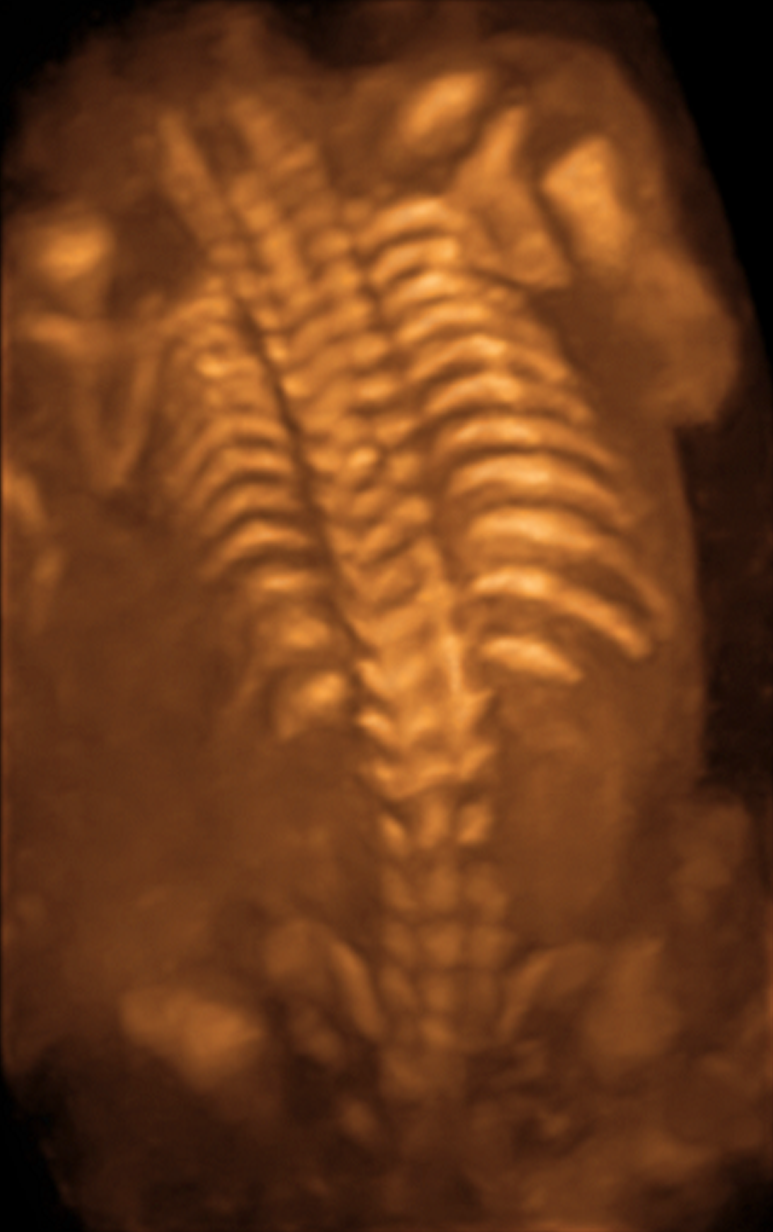
Imagem de ultrassom trimendisional da coluna de um feto com 21 semanas de gestação.

A espinha bífida raramente se associa a doenças genéticas, mas a avaliação do cariótipo fetal obtido através da amniocentese pode ser indicada, principalmente se o tratamento antes do nascimento for indicado, sendo que a possibilidade de operar o feto antes de nascer é um dos grandes avanços recentes da medicina e tem levado a uma melhora importante na qualidade de vida dos indivíduos afetados.

### Tratamento
O tratamento da mielomeningocele não leva a cura da doença, mas pode diminuir significativamente as suas repercussões, tanto a nível cerebral quanto a nível local. O tratamento da malformação é feito através de cirurgia e, inicialmente, só podia ser realizado após o nascimento. O objetivo da cirurgia nesse momento é fechar a abertura da coluna, protegendo a medula exposta e evitando mais danos ao tecido nervoso. Se a cirurgia não é realizada, existe um alto risco de infecção do sistema nervoso, que pode piorar significativamente o desenvolvimento neurológico futuro da criança. O tratamento após o nascimento, no entanto, não melhora as funções da medula que foram perdidas durante a vida fetal, pela exposição ao líquido amniótico durante toda a gestação. Dessa forma, se postulou que a correção do defeito antes do nascimento poderia levar a uma proteção da medula da ação "corrosiva" do líquido amniótico, com consequente melhora das funções motoras e da continência de urina e fezes.
Essa teoria se provou verdadeira em 2011, quando um estudo em humanos comparando a correção antes e depois do nascimento demonstrou um impacto muito significativo na preservação destas funções no grupo submetido a cirurgia antenatal.  Esse estudo demonstrou ainda que, além da melhora nas funções medulares, a correção fetal levava ao retorno do cerebelo a sua posição normal, ou seja, a cirurgia fetal também permitia uma melhora significativa da síndrome de Chiari 2, com um impacto importante na evolução da hidrocefalia. Após a publicação desse estudo, denominado MOMS (Management of Myelomeningocele Study), o padrão-ouro para o tratamento da espinha bífida tornou-se a cirurgia fetal em todo o mundo, inclusive no Brasil.

#### Cirurgia antes de nascer (cirurgia fetal)
Foi demonstrado  que os fetos operados antes de nascer (ainda dentro do útero) têm o dobro de chances de andar, e cai pela metade da necessidade tratar a hidrocefalia após o nascimento. Este grande impacto da cirurgia fetal no desenvolvimento neurológico das crianças afetadas foi responsável pela aprovação de uma técnica cirúrgica com considerável risco materno para esse fim. Essa técnica, denominada cirurgia fetal "a céu aberto" (open fetal surgery), foi desenvolvida na década de 1980 para tratar outras doenças fetais. Ela foi praticamente abandonada na década de 1990, quando se demonstrou que esse tipo de abordagem por si só poderia levar a lesões neurológicas no feto, além de levar riscos para a mãe em todas as suas gestações futuras.
Na cirurgia  "a céu aberto"  é necessário abrir a barriga da mãe (corte como o da cesárea, porém um pouco maior) e o útero também é cortado para expor diretamente o bebê. Depois que o bebê é operado, o corte no útero é fechado com pontos, porém, como o bebê vai continuar crescendo, a cicatrização pode não ser boa, levando a um risco de o útero romper na região que foi operada. Esse risco ocorre tanto na gravidez em que a gestante foi operada quanto em todas as outras gestações que ela possa vir a ter. Por isso, ela não pode entrar em trabalho parto e o parto normal também não será mais permitido, pois, se o rompimento do útero ocorre durante a gravidez, tanto a mãe quanto o bebê podem morrer.
Para reduzir os risco maternos, técnicas minimamente invasivas vêm sendo desenvolvidas, inspiradas na cirurgia laparoscópica, que é realizada através de pequenos "furos" por onde são introduzidos uma câmera e os instrumentos cirúrgicos. Quando realizada no feto, esta laparoscopia ou videocirurgia se denomina fetoscopia. Esses "furos" no útero no caso da cirurgia por fetoscopia são diferentes do "corte" da cirurgia "a céu aberto", tornando o risco para a mãe muito menor, sendo permitido o parto normal tanto em futuras gestações, quanto na gravidez em que ela foi operada.

#### Cirurgia fetal no Brasil
Em países onde o aborto é permitido, os casais têm a opção de interromper a gravidez frente ao diagnostico de uma mielomeningocele. No Brasil, onde a interrupção da gravidez não e permitida, e o país tem proporções continentais, temos grupos pioneiros na correção antenatal da mielo. Destacam-se o grupo do Prof. Dr. Antonio F. Moron, que realizou a primeira cirurgia fetal "a céu aberto" para mielo no país, em 2002, e detém hoje uma das grandes casuísticas mundiais na correção da mielo "a céu aberto".
No entanto, o estudo e desenvolvimento de técnicas menos invasivas para correção da mielo vem sendo realizado em vários países do mundo, e no Brasil isto vem ocorrendo de forma pioneira desde 2013. A técnica que foi inicialmente estudada, e agora vem sendo sendo aplicada no país, foi desenvolvida integralmente por pesquisadores brasileiros utilizando a fetoscopia (Figura), tem se mostrado mais segura para a mãe, não deixando riscos para suas gestações futuras. Ao lado da segurança materna esta técnica inovadora vem demonstrando também superioridade na preservação motora e reduzindo a incidência da bexiga neurogênica, algo que não foi demonstrado na cirurgia "a céu aberto". Esta técnica, denominada SAFER - Skin-over-biocellulose for Antenatal FEtoscopic Repair , é considerada minimamente invasiva, pois é realizada sem a necessidade de se abrir o útero da mãe.

##### Cirurgia "a céu aberto"
Existem algumas pequenas variações da técnica "a céu aberto", como por exemplo a correção denominada de "mini-histerotomia"[1], onde o corte realizado no útero tem apenas 3 centímetros (metade do corte usado no estudo MOMS). Essa técnica teria como vantagem reduzir o risco de rotura uterina, porém seriam necessários anos para estabelecer esta redução. Após a publicação do estudo MOMS, em 2011, foram necessários 8 anos[2] para a publicação das complicações ocorridas em gestações posteriores nas gestantes submetidas a cirurgia "a céu aberto". Ocorreram 77 gestações em 60 mulheres, resultando em 96,2% de nascidos-vivos, sendo que o rompimento do útero ocorreu em 9,6%; no total cinco gestações, e em dois casos isto resultou na morte de dois bebês. Estes bebes não eram portadores de qualquer tipo de malformação, pois foram fruto de gestações posteriores a do feto portador de mielo. Se a mini-histerotomia[3] tiver metade dessas complicações, ainda assim o custo da perda de um feto normal para demonstrar o ganho adicional foi questionado durante a reunião de 2019 do Consorcio internacional para estudo da correção da mielo por fetoscopia[4]. Como nenhuma das técnicas atuais de fetoscopia teve pior desempenho neurológico que qualquer das técnicas "a céu aberto" [5], o caminho escolhido pela maior parte dos grupos convidados foi o de migrar para a fetoscopia.
|                                   | Fetoscopia (SAFER)        | Céu aberto (MOMS) | p value |
| Numero casos operados             | 102                       | 163               |         |
| --------------------------------- | ------------------------- | ----------------- | ------- |
| Idade gestacional do parto        | 35 semanas (apos caso 72) | 34 semanas        | ns      |
| Rotura das membranas (bolsa rota) | 57%                       | 46%               | < 0,05  |
| Morte antes u depois de nascer    | 4%                        | 3%                | ns      |
| Reparo local depois nascer        | 13%                       | 13%               | ns      |
| Crianças andando                  | 65%                       | 40%               | < 0,05  |
| Hidrocefalia com válvula          | 47%                       | 40%               | ns      |
| Bexiga neurogênica presente       | 45%                       | 67%               | < 0,05  |
| Cirurgia medula presa             | 4%                        | 8%                | ns      |
| Rotura útero gravidez seguinte    | 0%                        | 10%               | < 0,05  |

Fonte: Consórcio Internacional para Correção por Fetoscopia da Mielomeningocele (Junho 2019). Em negrito, as diferenças com significância estatística entre as duas técnicas. Principais diferenças entre a técnica "a céu aberto" e a fetoscopia percutânea (técnica SAFER)
Cirurgia por fetoscopiatécnica percutânea ou assistida por laparotomia?
Atualmente, existem duas formas de correção da mielo por fetoscopia: a totalmente sem "cortes", apenas "furos" no abdome materno são realizados, denominada  percutânea; e a técnica "assistida por laparotomia", onde se realiza o corte da barriga da gestante e o útero é exteriorizado, para só então ser realizada a fetoscopia. A técnica assistida por laparotomia (laparotomy assisted), é menos arriscada para a gestante; mas para o feto o resultado de longo-prazo tem sido o mesmo obtido no estudo MOMS. Isto ocorre porque a técnica de correção do defeito no bebê, segue o mesmo princípio da técnica neurocirúrgica clássica utilizada depois do nascimento. A mesma que é realizada na cirurgia "a céu aberto", não apresentando os benefícios do uso da biocelulose. Ou seja, o que muda é apenas a via de abordagem, e não a correção em si.
Para o estudo destas das técnicas fetoscopicas, foi criada uma base de dados internacional através de um Consórcio Internacional para Correção por Fetoscopia da Mielomeningocele[6]. Este consórcio foi criado pelo Prof. Kypros Nicolaides, diretor da Fundação Medicina Fetal[7] em Londres, durante o Congresso Mundial de 2017, em Lubliana (Slovenia). Foram convidados para fundar o consórcio: a Dra. Denise A. Lapa, do Hospital Israelita Albert Einstein em São Paulo, no Brasil; Prof. Michael Belfort, do Texas Children's Hospital, em Houston nos Estados Unidos; e Dra. Elena Carreras, Hospital Vall' Hebron em Barcelona, na Espanha[8].

### Técnica SAFER -Skin-over-biocellulose for Antenatal FEtoscopic Repair
A técnica SAFER, além de não necessitar de cortes na mãe para operar o bebe, apenas pequenos "furos" são realizados (inteiramente percutânea); utiliza uma película (patch) de biocelulose sobre a lesão, após soltar a medula que está presa à pele, para que ela volte ao canal medular. Além da celulose, os músculos e a aponeurose também estão sendo suturados sobre para proteger ainda mais a medula. Esta modificação recente, melhorou muito os resultados quanto à cicatrização da pele, e mesmo quando não há pele suficiente, e se coloca uma pele artificial a cicatrização é completa. A vantagem de usar a biocelulose é que ela induz o próprio feto a formar a principal camada que faltava, a duramater[4], esta camada vai proteger a medula e fazer parar o vazamento do líquor. Os principais benefícios para o bebê são a melhor preservação dos movimentos do membros inferiores, da bexiga e a maior reversão do Chiari. Na técnica SAFER, 90% dos bebes apresentam reversão dos efeitos cerebrais decorrentes do vazamento de líquor na medula, o cerebelo volta para sua posição normal, levando a reversão do Chiari 2.

#### A importância do emprego da biocelulose
A técnica brasileira é a única que utiliza a biocelulose (patch) como substituto de duramater; e vários serviços no mundo já adotaram esta técnica, em: Londres, Los Angeles, Milão, TelAviv e Santiago do Chile. Quando se compara a técnica SAFER à técnica neurocirúrgica clássica, na qual se fecham as três camadas que faltam: a duramater, o músculo/aponeurose e a pele; a vantagem é que na técnica SAFER, o feto se corrige sozinho, formando uma nova durameter ou neoduramater.  Ao contrário do que precisa acontecer quando se opera a mielo após o nascimento, que é a parada imediata da perda de liquor, pois isso aumenta o risco de infecção; na cirurgia antes do nascimento esta não é uma urgência, pois o liquido amniótico protege o feto, o principal objetivo é a preservação das funções da medula espinhal. Este pensar fora da caixa, desafia muitos conceitos pré-estabelecidos no campo da neurocirurgia, e por isso muitos ainda acreditam que o tipo de correção realizada na fetoscopia não tão bom, quando na verdade ele é melhor, pois a auto-reparação fetal causa muito menos inflamação preservando mais a medula, e a cessação do vazamento de líquor já ocorre 48 a 72 horas depois da cirurgia. A melhor preservação da medula já havia sido demonstrada em 2012, em estudo experimentais e agora foi definitivamente demonstrada em fetos humanos (vide tabela 1 que compara os resultados entre a técnica clássica e a SAFER.
No entanto, por se tratar de uma técnica inovadora, muitas informações equivocadas acabam sendo difundidas, como por exemplo, que o tipo de correção do defeito é pior e que se torna necessário operar o bebe novamente ao nascer, quando de fato a correção é definitiva. Na técnica SAFER um maior número bebês tem hidrocefalia, também não tem fundamento pois os números são estatisticamente semelhantes ao estudo MOMS, e mesmo assim os resultados de longo-prazo ainda são melhores. Todos os benefícios referentes a neuroproteção da cirurgia fetal foram comprovados através do seguimento de longo-prazo, pois mais de 50 fetos operados por essa técnica já tem mais de 30 meses de idade (vide tabela). A duvida que ainda resta é quanto a melhor idade gestacional para operar. Intuitivamente pensamos que quanto mais cedo se opera o bebê, menos funções neurológicas são perdidas, porem além disto não ter sido comprovado até o momento, os riscos da prematuridade quando o bebê nasce abaixo de 26 semanas são altos, e as repercussões neurológicas consequentes as complicações da prematuridade (hemorragia intra-craniana, retinopatia, broncodisplasia pulmonar, etc) podem ser muito mais graves que as da própria mielo.
Controvérsias
Novas técnicas de fetoscopia estão sendo desenvolvidas e, embora o benefício materno se mantenha, nem todas vão obter os melhores resultados para o feto. Existem varias técnicas de correção do defeito sendo testadas, ainda sem resultados de longo-prazo que permitam comparações entre elas. As diferenças variam desde o emprego de diferentes películas ou substitutos de duramater, utilização de incisões de relaxamento da pele, quando defeito e muito grande (podem não funcionar também no período fetal),  numero de planos fechados, tipos de sutura, etc. Desta forma, a discussão atual é sobre qual técnica de fetoscopia deve ser utilizado, indicando que a técnica a céu aberto pode ser reservada apenas para casos de exceção. No entanto, entre as técnicas fetoscópicas, a técnica SAFER e a única que tem resultados de longo-prazo, demonstrando superioridade em relação a todas as técnicas de correção do defeito empregadas, qualquer que seja a via de abordagem fetal utilizada, ou seja, é mais segura pra mãe e melhor para o feto, SAFER and better. 
|                                   | Fetoscopia (SAFER)        | Fetoscopia laparotomia | p value |
| Numero casos operados             | 102                       | 68                     |         |
| --------------------------------- | ------------------------- | ---------------------- | ------- |
| Idade gestacional do parto        | 35 semanas (apos caso 72) | 38 semanas             | < 0,05  |
| Rotura das membranas (bolsa rota) | 57%                       | 27%                    | < 0,05  |
| Morte antes u depois de nascer    | 4%                        | 2%                     | ns      |
| Reparo local depois nascer        | 13%                       | 21%                    | ns      |
| Crianças andando                  | 65%                       | 40%                    | < 0,05  |
| Hidrocefalia com válvula          | 47%                       | 41%                    | ns      |
| Bexiga neurogênica presente       | 45%                       | -                      | -       |
| Cirurgia medula presa             | 4%                        | 28%                    | < 0,05  |
| Rotura útero gravidez seguinte    | 0%                        | 0%                     | ns      |

Fonte: Consórcio Internacional para Correção por Fetoscopia da Mielomeningocele (Junho 2019). Em negrito, as diferenças com significância estatística entre as duas técnicas.

#### Critérios de cirurgia fetal
Como os riscos maternos são menores na cirurgia fetal por fetoscopia, suas indicações puderam ser ampliadas. Na tabela abaixo você encontra as principais diferenças entre a fetoscopia e a céu aberto.  Como na fetoscopia pela técnica SAFER não é necessário expor o útero, abrindo a barriga da mãe, ela não tem ainda um limite superior de idade gestacional para a realização da cirurgia. No presente momento, tem se considerado seu limite superior como 28 semanas o que evita os riscos de prematuridade extrema, inerente a qualquer cirurgia fetal.
| Tabela 2. Critérios de cirurgia na técnica por fetoscopia (técnica SAFER) versus técnica a céu aberto (MOMS)[5]: |                   |                      |
| Criterio de cirurgia                                                                                             | Ceu aberto (MOMS) | Fetoscopia (SAFER)   |
| Idade gestacional                                                                                                | 19 a 26 semanas   | 19 a 28 - 30 semanas |
| Altura do defeito                                                                                                | T1 a S1           | Nivel motor          |
| Hernicacao do cerebelo                                                                                           | Sim               | Sim                  |
| Exame genetico                                                                                                   | Sim               | Sim                  |

A cirurgia após o nascimento fica reservada para os casos onde existem contraindicações para cirurgia fetal, ou diagnóstico é feito tardiamente na gravidez (após 30 semanas) ou ainda quando não se diagnosticou antes de nascer. A correção do defeito na coluna deve ser realizada logo nos primeiros dias de vida, idealmente até 72 horas depois do nascimento. Quando a correção é feita apenas depois do nascimento, a hidrocefalia necessita de tratamento em ate 90% dos casos, quando se opera o bebe antes do nascimento esse numero cai para 40%. Esse tratamento é realizado através de uma cirurgia onde se implanta uma válvula ("shunt") que drena o excesso de líquor que está sendo produzido no cérebro para a barriga do bebê, onde ele é reabsorvido.
Esta cirurgia para o tratamento da hidrocefalia é denominada derivação ventrículo-peritoneal (DVP) e permite que se coloque um fino "tubo" (cateter) plástico dentro do ventrículo cerebral, derivando o líquor para a cavidade peritoneal do bebe. A cirurgia para a colocação da válvula não é complexa, porem se houver infecção ou obstrução do cateter, isto pode levar a problemas neurológicos mais graves. Atualmente existe uma forma menos invasiva de tratamento da hidrocefalia chamada de terceiro ventriculostomia (TVT), trata-se de uma cirurgia neuro endoscópica onde não se implanta material sintético para permitir a drenagem do líquor, reduzindo muito as chances de infecção ou de obstrução a esta drenagem.
A terceiro ventriculostomia não alcançava habitualmente bons resultados em portadores de mielo, porem com o advento da cirurgia fetal permitindo o retorno do cerebelo a sua posição normal, o seu sucesso aumentou significativamente e hoje tem sido mais utilizada em bebes portadores de mielomeningocele.
Desenvolvimento motor
A cirurgia fetal vem mudando significativamente a evolução dos indivíduos portadores de mielo, a tal ponto de podermos nos referir hoje a uma "nova mielo". No entanto, muitas informações sobre o desenvolvimento neurológico na mielo tratam ainda da "antiga mielo", ou seja, conta a história de indivíduos operados após o nascimento, numa era onde não havia a possibilidade de tratamento fetal.
Na antiga mielo, as chances do bebe andar sem qualquer aparato (muletas ou cadeira de rodas) era de aproximadamente 20%, a técnica cirúrgica utilizada no estudo MOMS (cirurgia "a ceu aberto") dobrou esse numero para 40%. A técnica SAFER[10] elevou esse numero para 65%[11], sendo este um impacto significativo, que foi recentemente apresentado a comunidade cientifica.
Atualmente também é possível determinar as chances do bebe andar antes mesmo da cirurgia, através da ultrassonografia. Estudos mostraram que é possível estabelecer o nível motor através da observação dos movimentos fetais durante a ultrassonografia realizada por especialista.
Estudo recente[12] mostrou que o desenvolvimento motor e o desenvolvimento neurológico parecem ser independentes, ou seja, a hidrocefalia e a capacidade motora não dependem uma da outra. Um bebe que anda pode ter que tratar a hidrocefalia, e um bebe que não anda pode não necessitar deste tratamento. Embora para estes dois parâmetros, já existem elementos na ultrassonografia que permitem inferir quem tem mais chances de precisar de válvula, o mesmo ainda não ocorre para inferir se haverá controle urinário ou fecal. De qualquer forma, a "nova mielo" ainda esta por ser descrita e o tratamento da hidrocefalia com válvula pode ficar no passado em algum tempo, deixando de ser um parâmetro relevante na avaliação pre-cirúrgica. Da mesma forma, a mobilidade destes indivíduos pode se beneficiar muito de novos aparatos para permitir pessoas com paralisia, possam andar novamente.
Bexiga neurogênica
Ao conjunto de alterações dos nervos responsáveis pelo funcionamento da bexiga denominamos bexiga neurogênica. Como podemos encontrar diferentes tipos e altura de lesão na coluna na mielo, quais os nervos afetados vão determinar o padrão desta bexiga neurogênica. A falta de coordenação entre a musculatura da bexiga e da uretra pode levar ao aumento do risco de infecção de urina e pode levar, se não tratada, a perda da função renal na vida adulta. Na antiga mielo, 90% dos indivíduos tinham bexiga neurogênica e este foi um dos parâmetros que não se alterou mesmo com a cirurgia fetal. O seguimento de longo prazo do grupo operado no estudo MOMS, não mostrou melhora significativa quando comparados os fetos operados antes ou depois do nascimento. No entanto a técnica SAFER já mostrou diferença significativa, quando comparada ao resultado do estudo MOMS e outras técnicas de fetoscopia. No grupo submetido a esta técnica, apenas metade dos casos 45% apresenta bexiga neurogênica, num seguimento de mais de 30 meses.[13]
Desenvolvimento neurológico
Na antiga mielo, vários estudos mostraram dificuldades de desenvolvimento principalmente de funções executivas [14][15] , sendo que estes déficits eram mais frequentes em casos de hidrocefalia tratados através de válvula (derivação ventrículo-peritoneal).[16] . Alguns deles podem ter problemas na escola, especialmente em matemática e leitura. Em um estudo, 60% das crianças com espinha bífida foram diagnosticadas com problemas de aprendizagem.[17] As crianças com espinha bífida costumam ter um bom desempenho no ensino fundamental, mas no ensino médio podem apresentar dificuldades.
Porém, tanto na antiga quanto na "nova mielo" a intervenção precoce (reabilitação) para tratar as dificuldades é crucial.[18] Desta forma, a estimulação precoce e extremamente importante, sendo que a criança deve ser submetida a reabilitação intensa desde o seu nascimento. O atendimento dos portadores de mielo e essencialmente multidisciplinar envolvendo neonatologistas, pediatras, fisiatras, fisioterapeutas, ortopedistas, imagenologistas pediátricos, neurocirurgiões, urologistas pediátricos, etc.[19]
Medula presa
A medula espinal pode se aderir a zona do defeito vertebral causando a medula presa. a cicatriz da cirurgia de correção também pode resultar em uma medula presa. A longo-prazo, com o crescimento da criança pode ocorrer um estiramento progressivo da medula resultando em escoliose ou dor nas costas. Estas crianças também podem apresentar perdas de funções já adquiridas necessitando de cirurgia para soltar a medula. Nos exames de imagem a medula pode ser descrita como presa ou ancorada, porem a cirurgia so deve ser realizada se houverem sintomas clínicos, como a mudanças da marcha e alterações progressivas do intestino e da bexiga.[20]
Alergia ao látex
68% das crianças com espinha bífida desenvolvem alergia ao látex,[21] variando de graus leves a graus que causam risco de vida. O uso comum de látex em instalações médicas torna-se um fato preocupante. O tratamento mais comum para evitar o desenvolvimento de uma alergia é evitar o contato com produtos que contêm látex, como luvas de exame, preservativo, além de outros produtos.[22] Atualmente, existem vários destes produtos, cateteres, luvas, etc., na versão SEM látex, de forma que estes devem ser utilizados na realização de exames de cateterismo, por exemplo.

## Espinha bífida oculta
Espinha bífida oculta é a forma menos grave de espinha bífida. Na espinha bífida oculta, nem a medula espinal nem as meninges se projetam através das vértebras que não foram formadas, como nos demais casos de espinha bífida. O local fica recoberto somente por pele, que pode ter um aspecto totalmente normal, ou apresentar uma depressão, uma mancha ou uma discreta concentração de pelos 
Muitas pessoas com esse tipo de espinha bífida nem sequer sabem que possuem, porque a doença é assintomática na maioria dos casos. A maioria das pessoas são diagnosticadas por acaso, a partir de exames de imagem (RX, tomografia, etc.) feitos na coluna vertebral. Todavia, podem aparecer sintomas como dor local ou fraqueza nas pernas e alterações urinárias.

## Meningocele
A meningocele é a forma menos comum de espinha bífida. Nela, apenas as meninges são forçadas através do espaço entre as vértebras que não se formaram. Como não existe vazamento de líquor ou exposição da medula, os indivíduos com meningocele raramente apresentam distúrbios neurológicos, mas podem ocorrer sintomas de medula presa.

## Fisiopatologia da espinha bífida
A espinha bífida é causada pela falha no fechamento do tubo neural durante o primeiro mês do desenvolvimento embrionário (muitas das vezes a mãe sequer sabe da gravidez). Normalmente, o fechamento do tubo neural ocorre entre o 23º (encerramento rostral) e 27º (encerramento caudal) dia após a fecundação. No entanto, se há interferências e o tubo não se fecha adequadamente, um defeito pode ocorrer.
A espinha bífida não segue padrões diretos da hereditariedade como a distrofia muscular ou hemofilia. Estudos mostram que a chance de uma mulher ter dois filhos com espinha bífida é discretamente aumentado 3%. Este risco pode ser reduzido com a suplementação de ácido fólico 4–5 mg/dia antes da gravidez. Para a prevenção na população em geral, uma dosagem menor de ácido fólico é aconselhada (0,4 mg/dia).

## Prevenção dos defeitos abertos (espinha bífida)
Não existe uma causa única para os defeitos abertos do tubo neural, nem uma prevenção completa da doença. Uma dieta rica em ácido fólico pode auxiliar na prevenção, porém uma suplementação ainda se faz necessária. Fontes de ácido fólico incluem cereais integrais, matinais, feijões secos, hortaliças verdes e frutas.
O enriquecimento de produtos de grãos com ácido fólico é obrigatório nos Estados Unidos desde 1998. O FDA (Food and Drug Administration) nos EUA, o Canadá e o Reino Unido recomendam a suplementação oral de ácido fólico para todas as mulheres em idade fértil.
No Brasil, existe uma lei de 2004 que obriga que a farinha de trigo seja fortificada com ácido fólico. Isso reduziu em aproximadamente 40% o nascimento de bebes afetados pelos DATN. Desde 2013, o Conselho Federal de Medicina (CFM)  e a Federação Brasileira de Ginecologia e Obstetrícia (FEBRASGO) recomendam a suplementação para todas as mulheres que têm risco de engravidar (mesmo que não estejam ainda planejando ter um bebê).
Todas as mulheres devem tomar suplemento de ácido fólico na dose mínima de 0,4 mg todos os dias, pois o ácido fólico tem que ser iniciado pelo menos um mês antes de engravidar, mas idealmente três meses. A mesma dose deve ser mantida nas primeiras 12 semanas de gravidez. O metil-folato, um sub-produto do ácido fólico, também deve ser utilizado da mesma forma, porém as dosagens de equivalência ainda não foram bem estabelecidas.
Um estudo realizado com mães que tiveram filhos com espinha bífida ou anencefalia, mulheres consideradas de alto risco, mostrou uma redução na incidência da doença de até 70%. As mulheres que já tiveram uma criança com espinha bífida ou outro tipo de defeito aberto do tubo neural (acrânia, anencefalia, encefalocele etc.) devem tomar uma dose mais elevada, de 4–5 mg/dia.
Outras situações de alto risco, onde a dose também deve ser de 4–5 mg/dia, são: mulheres em uso de anticonvulsivantes (acido valproico, etc), portadoras de diabetes tipo 1, obesidade (IMC> 35 kg/m2), utilização de medicamentos antagonistas de folato (metotrexato, sulfonamidas etc.) e síndromes de má absorção. Como alguns tipos de cirurgia para tratamento da obesidade podem levar a dificuldade de absorção do folato, elas também estão incluídas nessa categoria. Ter um parente afetado por qualquer DATN pode aumentar as chances de ter um bebê afetado.

### Cirurgia bariátrica
A mulher que se submeteu a uma cirurgia bariátrica mal-absortiva (By-pass ou redução do estômago)  antes da gestação, tem um risco adicional de gerar um bebê com DATN. Após a cirurgia bariátrica e frequente o aumento da fertilidade pela redução do IMC e a absorção de ácido fólico por via oral diminui, pela exclusão da porção do intestino onde ele e absorvido. Desta forma, talvez outras vias (sublingual, vaginal, etc) para a suplementação de folatos sejam necessárias neste subgrupo de pacientes.